# Enrico XXIV di Reuss-Köstritz
Enrico XXIV di Reuss-Köstritz, conosciuto anche come principe Enrico XXIV Reuss, Linea Minore o Enrico XXIV, principe Reuss di Köstritz (Trzebiechów, 8 dicembre 1855 – Ernstbrunn, 2 ottobre 1910), fu un principe e compositore tedesco.

## Biografia
Enrico XXIV nacque a Trzebiechów, nella Marca di Brandeburgo, figlio del principe Enrico IV di Reuss-Köstritz e di Luisa di Reuss-Greiz, e come tale fu un membro della Casata di Reuss-Köstritz, linea minore della nobile famiglia tedesca dei principi Reuss. Trascorse la sua gioventù a Vienna, dove fu influenzato grandemente dall'atmosfera artistica della casa dei genitori. Ricevette le prime lezioni di musica, di pianoforte, di organo e di contrappunto dal padre, Enrico IV (1821-1894), egli stesso un dilettante e studente di composizione di Carl Gottlieb Reißiger.
Enrico ricevette una formazione musicale formale a Dresda e proseguì i suoi studi all'università, prima a Bonn e poi a Lipsia, dove divenne allievo di Wilhelm Rust; nonostante il suo evidente talento per la musica, scelse comunque di prendere una laurea in giurisprudenza. Dopo essersi laureato nel 1883, si dedicò pressoché esclusivamente ai suoi interessi musicali; nel 1881 iniziò a studiare composizione con Heinrich von Herzogenberg, con il quale stabilì anche un rapporto di amicizia. Attraverso Herzogenberg egli arrivò a conoscere Johannes Brahms, che ammirava molto. Benché Enrico XXIV non avesse ricevuto mai un'educazione formale da Brahms, ebbe da lui numerosi utili consigli, che «gli insegnarono più cose in dieci minuti, di quanto non fosse riuscito a fare Herzogenberg in molti mesi».
Il 27 maggio 1884 Enrico XXIV sposò la cugina, principessa Elisabetta Reuss di Köstritz (1860–1931), dalla quale ebbe cinque figli:
- Regina Felicita Elena Luisa Amedea (Jänkendorf, 4 aprile 1886 – Katsch an der Mur, 31 gennaio 1980), il 12 luglio 1916 sposò a Dresda, Giorgio, conte di Stolberg-Stolberg (1883-1965);
- Sibilla Gabriella (Köstritz, 26 settembre 1888 – Castell, 21 marzo 1977), sposò a Ernstbrunn, il 5 ottobre 1920, Wolfgang, conte di Castell-Castell (1877-1940);
- Enrico XXXIX (Ernstbrunn, 23 giugno 1891 – Salisburgo, 24 febbraio 1946), successore nei titoli paterni; il 7 agosto 1918 sposò la contessa Antonia di Castell-Castell (1896-1971);
- Enrico XLI (Ernstbrunn, 2 settembre 1892 – Bivolita, 29 novembre 1916);
- Gasparina Eleonora Viola (Köstritz, 5 aprile 1898 – Monaco di Baviera, 5 novembre 1978).

Enrico morì due mesi dopo aver compiuto cinquantacinque anni, a Ernstbrunn, nella Bassa Austria, dal 1828 sede del suo Casato.

## Stile musicale
Lo stile musicale di Enrico XXIV fu fortemente influenzato da Brahms, benché si differenzi da questo per essere più leggero nel tono e quindi ricorda maggiormente lo stile del suo maestro, Heinrich von Herzogenberg. Si può inoltre riconoscere una prossimità stilistica ad Antonín Dvořák. Le composizioni di Enrico XXIV dimostrano la sua capacità di padroneggiare le forme e le tecniche musicali, soprattutto per quanto riguarda la voce principale nei contrappunti. Come per Brahms, Dvořák e Herzogenberg, la musica da camera fu il genere in cui fu più creativo, nonostante compose in vari generi. Tra le sue creazioni sono degne di nota le sue sei sinfonie.
Durante la sua vita, le composizioni di Enrico XXIV ebbero buona reputazione anche nei circoli accademici; Max Reger fu uno dei suoi ammiratori. Persino negli anni successivi alla sua morte, le sue composizioni furono caldamente raccomandate da numerose autorità musicali, come fece, ad esempio, il musicologo Wilhelm Altmann nel terzo volume del suo Manuale per Quattro Suonatori di Archi pubblicato nel 1929; egli scrisse a proposito del Sestetto per Archi n. 2 in Si minore: «è un lavoro con un valore artistico vicino a quello dei due sestetti di Brahms. Ogni estimatore della musica da camera dovrebbe conoscerlo». A partire dal 1930 la conoscenza di Enrico XXIV e dei suoi lavori è andata però scemando.

## Selezione della produzione musicale

### Pezzi per orchestra
- Sinfonia n. 1 in Do minore, opera 10 (1892)
- Sinfonia n. 2 in La maggiore
- Sinfonia n. 3 in Mi minore, opera 28 (1907)
- Sinfonia n. 4 in La maggiore, opera 30
- Sinfonia n. 5
- Sinfonia n. 6

### Musica da camera
- Quartetto per pianoforte in Fa minore, opera 6
- Quintetto per pianoforte in Do maggiore, opera 15 (1902)
- Trio per violino, viola e pianoforte in La maggiore, opera 25
- Sonata in Do maggiore per violoncello e pianoforte, opera 7 (1895)
- Sonata in Sol maggiore per viola e piano, opera 22 (1904)
- Sonata n. 1 per violino e pianoforte
- Sonata n. 2 per violino e pianoforte, opera 21 (pubblicata intorno al 1880)
- Quartetto per archi n. 1 in Fa maggiore, opera 11
- Quartetto per archi n. 2 in Sol minore, opera 23, n. 1 (1904)
- Quartetto per archi n. 3 in Mi♭ maggiore, opera 23, n. 2 (1904)
- Quartetto per archi n. 4
- Quartetto per archi n. 5
- Quintetto per archi in Fa maggiore per 2 violini, 2 viole e violoncello, opera 4 (1887)
- Sestetto per archi n. 1 in Re minore, opera 12 (1899)
- Sestetto per archi n. 2 in Si minore, opera 17 (1902)

### Pezzi per pianoforte
- Variationen und Fuge über ein eigenes Thema (Variazioni e fuga su un tema originale), opera 19 (pubblicato attorno al 1904)

### Pezzi vocali
- Fünf Lieder (Cinque canzoni) per voce e pianoforte, opera 3 (1883); testi di Ludwig Uhland e Nikolaus Lenau
- Tu nos fecisti ad te, Motet per coro misto a cappella, opera 24 (pubblicato attorno al 1890); testo di Sant'Agostino

## Ascendenza
|                                      |                                   |                                                                      | Genitori                                         |  |  | Nonni |  |  | Bisnonni                            |  |  | Trisnonni                          |  |
|                                      |                                   |                                                                      |                                                  |  |  |       |  |  | 8. Heinrich XLIV von Reuss-Köstritz |  |  | 16. Heinrich IX von Reuss-Köstritz |  |
|                                      |                                   |                                                                      |                                                  |  |  |       |  |  | 8. Heinrich XLIV von Reuss-Köstritz |  |  | 16. Heinrich IX von Reuss-Köstritz |  |
|                                      |                                   | 17. Amalie Esperance von Wartensleben-Flodroff                       |                                                  |  |  |       |  |  | 8. Heinrich XLIV von Reuss-Köstritz |  |  |                                    |  |
| 4. Heinrich LXIII von Reuss-Köstritz |                                   |                                                                      |                                                  |  |  |       |  |  | 8. Heinrich XLIV von Reuss-Köstritz |  |  |                                    |  |
|                                      |                                   | 9. Wilhelmina von Goyder                                             | 18. Friedrich Christoph von Goyder               |  |  |       |  |  |                                     |  |  |                                    |  |
|                                      |                                   | 9. Wilhelmina von Goyder                                             | 18. Friedrich Christoph von Goyder               |  |  |       |  |  |                                     |  |  |                                    |  |
|                                      |                                   | 9. Wilhelmina von Goyder                                             | 19. Johann Wilhelmina von Bredov                 |  |  |       |  |  |                                     |  |  |                                    |  |
| 2. Heinrich IV von Reuss-Köstritz    |                                   | 9. Wilhelmina von Goyder                                             |                                                  |  |  |       |  |  |                                     |  |  |                                    |  |
|                                      |                                   | 10. Henrich zu Stolberg-Wernigerode                                  | 20. Christian Friedrich zu Stolberg-Wernigerode  |  |  |       |  |  |                                     |  |  |                                    |  |
|                                      |                                   | 10. Henrich zu Stolberg-Wernigerode                                  | 20. Christian Friedrich zu Stolberg-Wernigerode  |  |  |       |  |  |                                     |  |  |                                    |  |
|                                      |                                   | 10. Henrich zu Stolberg-Wernigerode                                  | 21. Auguste Eleonore zu Stolberg-Stolberg        |  |  |       |  |  |                                     |  |  |                                    |  |
| 5. Eleonore zu Stolberg-Wernigerode  |                                   | 10. Henrich zu Stolberg-Wernigerode                                  |                                                  |  |  |       |  |  |                                     |  |  |                                    |  |
|                                      |                                   | 11. Caroline Alexandrine Henriette Jeanette von Schönburg-Waldenburg | 22. Otto Carl Friedrich von Schönburg-Waldenburg |  |  |       |  |  |                                     |  |  |                                    |  |
|                                      |                                   | 11. Caroline Alexandrine Henriette Jeanette von Schönburg-Waldenburg | 22. Otto Carl Friedrich von Schönburg-Waldenburg |  |  |       |  |  |                                     |  |  |                                    |  |
|                                      |                                   | 11. Caroline Alexandrine Henriette Jeanette von Schönburg-Waldenburg | 23. Henriette von Reuss-Köstritz                 |  |  |       |  |  |                                     |  |  |                                    |  |
| 1. Heinrich XXIV von Reuss-Köstritz  |                                   | 11. Caroline Alexandrine Henriette Jeanette von Schönburg-Waldenburg |                                                  |  |  |       |  |  |                                     |  |  |                                    |  |
|                                      | 12. Heinrich XIII von Reuss-Greiz | 24. Heinrich XI von Reuss-Greiz                                      |                                                  |  |  |       |  |  |                                     |  |  |                                    |  |
|                                      | 12. Heinrich XIII von Reuss-Greiz | 24. Heinrich XI von Reuss-Greiz                                      |                                                  |  |  |       |  |  |                                     |  |  |                                    |  |
|                                      | 12. Heinrich XIII von Reuss-Greiz | 25. Konradine von Reuss-Köstritz                                     |                                                  |  |  |       |  |  |                                     |  |  |                                    |  |
| 6. Heinrich XIX von Reuss-Greiz      | 12. Heinrich XIII von Reuss-Greiz |                                                                      |                                                  |  |  |       |  |  |                                     |  |  |                                    |  |
|                                      |                                   | 13. Luise von Nassau-Weilburg                                        | 26. Karel Christiaan van Nassau-Weilburg         |  |  |       |  |  |                                     |  |  |                                    |  |
|                                      |                                   | 13. Luise von Nassau-Weilburg                                        | 26. Karel Christiaan van Nassau-Weilburg         |  |  |       |  |  |                                     |  |  |                                    |  |
|                                      |                                   | 13. Luise von Nassau-Weilburg                                        | 27. Carolina van Oranje-Nassau                   |  |  |       |  |  |                                     |  |  |                                    |  |
| 3. Luise Caroline von Reuss-Greiz    |                                   | 13. Luise von Nassau-Weilburg                                        |                                                  |  |  |       |  |  |                                     |  |  |                                    |  |
|                                      |                                   | 14. Charles Louis Gaspard de Rohan-Rochefort                         | 28. Charles Jules of Rohan-Rochefort             |  |  |       |  |  |                                     |  |  |                                    |  |
|                                      |                                   | 14. Charles Louis Gaspard de Rohan-Rochefort                         | 28. Charles Jules of Rohan-Rochefort             |  |  |       |  |  |                                     |  |  |                                    |  |
|                                      |                                   | 14. Charles Louis Gaspard de Rohan-Rochefort                         | 29. Marie-Henriette-Charlotte d'Orléans-Rothelin |  |  |       |  |  |                                     |  |  |                                    |  |
| 7. Gasparine de Rohan-Rochefort      |                                   | 14. Charles Louis Gaspard de Rohan-Rochefort                         |                                                  |  |  |       |  |  |                                     |  |  |                                    |  |
|                                      |                                   | 15. Marie Louise Joséphine de Rohan-Guéméné                          | 30. Henri Louis de Rohan-Guéméné                 |  |  |       |  |  |                                     |  |  |                                    |  |
|                                      |                                   | 15. Marie Louise Joséphine de Rohan-Guéméné                          | 30. Henri Louis de Rohan-Guéméné                 |  |  |       |  |  |                                     |  |  |                                    |  |
|                                      |                                   | 15. Marie Louise Joséphine de Rohan-Guéméné                          | 31. Victoire Armande Josèphe de Rohan-Soubise    |  |  |       |  |  |                                     |  |  |                                    |  |
|                                      |                                   | 15. Marie Louise Joséphine de Rohan-Guéméné                          |                                                  |  |  |       |  |  |                                     |  |  |                                    |  |